# Noorwegen op het Eurovisiesongfestival 1999
Noorwegen nam deel aan het Eurovisiesongfestival 1999 in Jeruzalem (Israël). Het was de 39ste keer dat Noorwegen deelnam aan het Eurovisiesongfestival. NRK was verantwoordelijk voor de Noorse bijdrage voor de editie van 1999.

## Selectie procedure
Net zoals het vorige jaar, koos men er weer voor om een nationale finale te organiseren.
Deze vond plaats in de studio's van de NRK in Oslo en werd gepresenteerd door Øystein Bache en Rune Gokstad.
In totaal deden er acht artiesten mee aan deze finale en de winnaar werd gekozen door een mix van televoting en jurypunten.
| Volgorde | Artiest                                | Lied                                 | Punten | Plaats |
| -------- | -------------------------------------- | ------------------------------------ | ------ | ------ |
| 1        | Håvard, Dag Arnold and Ingvild Gryting | "I'll Be Your Friend"                | 14     | 6      |
| 2        | Mette Hartmann                         | "The Night Before The Morning After" | 17     | 5      |
| 3        | Dag Brandth                            | "Untold"                             | 7      | 8      |
| 4        | Stephen Ackles                         | "Lost Again"                         | 19     | 4      |
| 5        | Midnight Sons                          | "Stay"                               | 35     | 2      |
| 6        | Tor Endresen                           | "Lover"                              | 28     | 3      |
| 7        | Toril Moe                              | "You Used To Be Mine"                | 14     | 6      |
| 8        | Stig van Eijk                          | "Living My Life Without You"         | 62     | 1      |

## In Jeruzalem
In Israël moest Noorwegen optreden als achtste, na Turkije en voor Denemarken. Na de stemming bleek dat Noorwegen de 14de plaats had behaald met 35 punten.
België en Nederland hadden geen punten over voor deze inzending.

### Gekregen punten

#### Finale
| 12 punten | 10 punten | 8 punten  | 7 punten                     | 6 punten     |
| --------- | --------- | --------- | ---------------------------- | ------------ |
|           |           |           | - Cyprus - IJsland - Kroatië | - Denemarken |
| 5 punten  | 4 punten  | 3 punten  | 2 punten                     | 1 punt       |
| - Zweden  |           | - Ierland |                              |              |

### Punten gegeven door Noorwegen

#### Finale
Punten gegeven in de finale:
| 12 punten | Zweden                |
| 10 punten | IJsland               |
| 8 punten  | Frankrijk             |
| 7 punten  | Bosnië en Herzegovina |
| 6 punten  | Oostenrijk            |
| 5 punten  | Estland               |
| 4 punten  | Turkije               |
| 3 punten  | Duitsland             |
| 2 punten  | Israël                |
| 1 punt    | Ierland               |

1960 · 1961 · 1962 · 1963 · 1964 · 1965 · 1966 · 1967 · 1968 · 1969 · 1970 · 1971 · 1972 · 1973 · 1974 · 1975 · 1976 · 1977 · 1978 · 1979 · 1980 · 1981 · 1982 · 1983 · 1984 · 1985 · 1986 · 1987 · 1988 · 1989 · 1990 · 1991 · 1992 · 1993 · 1994 · 1995 · 1996 · 1997 · 1998 · 1999 · 2000 · 2001 · 2002 · 2003 · 2004 · 2005 · 2006 · 2007 · 2008 · 2009 · 2010 · 2011 · 2012 · 2013 · 2014 · 2015 · 2016 · 2017 · 2018 · 2019 · 2020 · 2021 · 2022 · 2023 · 2024 · 2025